# 2. ceremonia wręczenia Satelitów
2. ceremonia rozdania nagród Satelitów przyznawanych przez Międzynarodową Akademię Prasy odbyła się 22 lutego 1998 roku.
Najwięcej – 7 nagród – otrzymał Titanic.

## Laureaci i nominowani
Laureaci nagród wyróżnieni są wytłuszczeniem

### Produkcje kinowe

#### Najlepszy film dramatyczny
- James Cameron, Jon Landau – Titanic
- Steven Spielberg, Debbie Allen, Colin Wilson – Amistad
- Paul Thomas Anderson, Lloyd Levin, John S. Lyons, JoAnne Sellar – Boogie Nights
- Lawrence Bender – Buntownik z wyboru
- Curtis Hanson, Arnon Milchan, Michael G. Nathanson – Tajemnice Los Angeles

#### Najlepszy film komediowy lub musical
- James L. Brooks, Bridget Johnson, Kristi Zea – Lepiej być nie może
- Uberto Pasolini – Goło i wesoło
- Ronald Bass, Jerry Zucker – Mój chłopak się żeni
- Jean Doumanian – Przejrzeć Harry’ego
- Scott Rudin – Przodem do tyłu

#### Najlepsza aktorka w filmie dramatycznym
- Judi Dench – Jej wysokość pani Brown
- Joan Allen – Burza lodowa
- Helena Bonham Carter – Miłość i śmierć w Wenecji
- Julie Christie – Miłość po zmierzchu
- Kate Winslet – Titanic

#### Najlepszy aktor w filmie dramatycznym
- Robert Duvall – Apostoł
- Russell Crowe – Tajemnice Los Angeles
- Matt Damon – Buntownik z wyboru
- Leonardo DiCaprio – Titanic (film 1997)|Titanic
- Djimon Hounsou – Amistad
- Mark Wahlberg – Boogie Nights

#### Najlepsza aktorka w filmie komediowym lub musicalu
- Helen Hunt – Lepiej być nie może
- Pam Grier – Jackie Brown
- Lisa Kudrow – Romy i Michele na zjeździe absolwentów
- Parker Posey – Upiorne święto
- Julia Roberts – Mój chłopak się żeni

#### Najlepszy aktor w filmie komediowym lub musicalu
- Jack Nicholson – Lepiej być nie może
- Robert Carlyle – Goło i wesoło
- Dustin Hoffman – Fakty i akty
- Tommy Lee Jones – Faceci w czerni
- Kevin Kline – Przodem do tyłu
- Howard Stern – Części intymne

#### Najlepsza aktorka drugoplanowa w filmie dramatycznym
- Julianne Moore – Boogie Nights
- Minnie Driver – Buntownik z wyboru
- Ashley Judd – Kolekcjoner
- Debbi Morgan – Magia Batistów
- Sigourney Weaver – Burza lodowa

#### Najlepszy aktor drugoplanowy w filmie dramatycznym
- Burt Reynolds – Boogie Nights
- Billy Connolly – Jej wysokość pani Brown
- Danny DeVito – Zaklinacz deszczu
- Samuel L. Jackson – Magia Batistów
- Robin Williams – Buntownik z wyboru

#### Najlepsza aktorka drugoplanowa w filmie komediowym lub musicalu
- Joan Cusack – Przodem do tyłu
- Cameron Diaz – Mój chłopak się żeni
- Linda Fiorentino – Faceci w czerni
- Anne Heche – Fakty i akty
- Shirley Knight – Lepiej być nie może

#### Najlepszy aktor drugoplanowy w filmie komediowym lub musicalu
- Rupert Everett – Mój chłopak się żeni
- Mark Addy – Goło i wesoło
- Cuba Gooding Jr. – Lepiej być nie może
- Greg Kinnear – Lepiej być nie może
- Rip Torn – Faceci w czerni

#### Najlepszy reżyser
- James Cameron – Titanic
- Paul Thomas Anderson – Boogie Nights
- Curtis Hanson – Tajemnice Los Angeles
- Steven Spielberg – Amistad
- Gus Van Sant – Buntownik z wyboru

#### Najlepszy scenariusz oryginalny
- Ben Affleck, Matt Damon – Buntownik z wyboru
- Paul Thomas Anderson – Skandalista Larry Flynt
- Simon Beaufoy – Goło i wesoło
- Jeremy Brock – Jej wysokość pani Brown
- James Cameron – Titanic

#### Najlepszy scenariusz adaptowany
- Brian Helgeland, Curtis Hanson – Tajemnice Los Angeles
- David Franzoni – Amistad
- James Schamus – Burza lodowa
- Hossein Amini – Miłość i śmierć w Wenecji
- Atom Egoyan – Słodkie jutro

#### Najlepsze zdjęcia
- Janusz Kamiński – Amistad
- Don Burgess – Kontakt
- Amy Vincent – Magia Batistów
- Dante Spinotti – Tajemnice Los Angeles
- Russell Carpenter – Titanic

#### Najlepsza scenografia
- Peter Lamont – Titanic
- Rick Carter – Amistad
- Jan Roelfs – Gattaca – szok przyszłości
- John F. Beard – Miłość i śmierć w Wenecji
- Jeannine Oppewall – Tajemnice Los Angeles

#### Najlepsze kostiumy
- Deborah Lynn Scott – Titanic
- Ruth E. Carter – Amistad
- Deirdre Clancy – Jej wysokość pani Brown
- Sandy Powell – Miłość i śmierć w Wenecji
- Sylvie de Segonzac – Zuchwały Beaumarchais

#### Najlepsza muzyka
- James Horner – Titanic
- Mike Figgis – Romans na jedną noc
- Jerry Goldsmith – Tajemnice Los Angeles
- David Newman – Anastazja
- John Williams – Amistad

#### Najlepsza piosenka
- James Horner (muzyka), Will Jennings (słowa) – „My Heart Will Go On” z filmu Titanic
- Stephen Flaherty (muzyka), Lynn Ahrens (słowa) – „Journey to the Past” z filmu Anastazja
- Stephen Flaherty (muzyka), Lynn Ahrens (słowa) – „Once Upon in December” z filmu Anastazja
- „A Song For Mama” z filmu Przepis na życie
- Sheryl Crow, Mitchell Froom – „Tomorrow Never Dies” z filmu Jutro nie umiera nigdy

#### Najlepszy montaż
- Richard A. Harris, Conrad Buff IV – Titanic
- Richard Francis-Bruce – Air Force One
- Michael Kahn – Amistad
- Dylan Tichenor – Boogie Nights
- Peter Honess – Tajemnice Los Angeles

#### Najlepsze efekty specjalne
- Ken Ralston – Kontakt
- Rick Baker – Faceci w czerni
- Mark Stetson – Piąty element
- Robert Legato – Titanic
- Phil Tippett, Scott E. Anderson – Żołnierze kosmosu

#### Najlepszy film zagraniczny
- Zatańcz ze mną, reż. Masayuki Suo
- Drżące ciało, reż. Pedro Almodovar
- // Różowe lata, reż. Alain Berliner
- Ponette, reż. Jacques Doillon
- // Obietnica, reż. Jean-Pierre Dardenne, Luc Dardenne

#### Najlepszy film animowany lub produkcja łączący w sobie różne media
- Laurie MacDonald, Walter F. Parkes – Faceci w czerni
- Don Bluth, Gary Goldman – Anastazja
- Bill Badalato, Gordon Carroll, David Giler, Walter Hill – Obcy: Przebudzenie
- Gerald R. Molen, Colin Wilson – Zaginiony świat: Jurassic Park
- Jon Davison, Alan Marshall – Żołnierze kosmosu

#### Najlepszy film dokumentalny
- Spike Lee, Samuel D. Pollard – Cztery małe dziewczynki
- Errol Morris – Fast, Cheap & Out of Control
- Steven Helvey – Hype! – zadyma
- Caryn Horwitz, Doug Lindeman – Shooting Porn
- Kirby Dick – Sick: The Life & Death of Bob Flanagan, Supermasochist

#### Najlepszy interaktywny produkt CD-ROM
- Łowca androidów (video gra)
- Hercules (video gra)
- Anastasia (video gra)

### Produkcje telewizyjne

#### Najlepszy aktor w serialu dramatycznym
- Jimmy Smits – Nowojorscy gliniarze
- David Duchovny – Z Archiwum X
- Dennis Franz – Nowojorscy gliniarze
- Sam Waterston – Prawo i porządek
- Michael T. Weiss – Kameleon

#### Najlepszy aktor w serialu komediowym
- Kelsey Grammer – Frasier
- Tim Allen – Pan Złota Rączka
- Drew Carey – The Drew Carey Show
- Michael J. Fox – Spin City
- Garry Shandling – The Larry Sanders Show

#### Najlepszy aktor w filmie telewizyjnym lub miniserialu
- Gary Sinise – George Wallace
- Armand Assante – Odyseja
- Gabriel Byrne – Wojna mediów
- Sidney Poitier – Mandela i de Klerk
- Ving Rhames – Don King – król boksu

#### Najlepsza aktorka w serialu dramatycznym
- Kate Mulgrew – Star Trek: Voyager
- Gillian Anderson – Z Archiwum X
- Kim Delaney – Nowojorscy gliniarze
- Julianna Margulies – Ostry dyżur
- Ally Walker – Portret zabójcy

#### Najlepsza aktorka w serialu komediowym
- Tracey Ullman – Tracey bierze na tapetę...
- Jane Curtin – Trzecia planeta od Słońca
- Ellen DeGeneres – Ellen
- Helen Hunt – Szaleję za tobą
- Brooke Shields – A teraz Susan

#### Najlepsza aktorka w filmie telewizyjnym lub miniserialu
- Jennifer Beals – The Twilight of the Golds
- Alfre Woodard – Miss Evers’ Boys
- Glenn Close – Przed zmierzchem
- Greta Scacchi – Odyseja
- Meryl Streep – Po pierwsze nie szkodzić

#### Najlepszy serial dramatyczny
- Nowojorscy gliniarze
- Wydział zabójstw Baltimore
- Prawo i porządek
- Kameleon
- Z Archiwum X

#### Najlepszy serial komediowy
- Frasier
- The Drew Carey Show
- The Larry Sanders Show
- Szaleję za tobą
- Spin City

#### Najlepszy film telewizyjny lub miniserial
- Don King – król boksu
- Duże czy małe
- George Wallace
- Miss Evers’ Boys
- Odyseja
- Wojna mediów

#### Najlepszy aktor drugoplanowy w filmie telewizyjnym lub miniserialu
- Vondie Curtis-Hall – Don King – król boksu
- Jason Alexander – Kopciuszek
- Joe Don Baker – George Wallace
- Michael Caine – Mandela i de Klerk
- Ossie Davis – Miss Evers’ Boys

#### Najlepsza aktorka drugoplanowa w filmie telewizyjnym lub miniserialu
- Ellen Barkin – Zanim kobietom wyrosły skrzydła
- Louise Fletcher – Duże czy małe
- Bernadette Peters – Kopciuszek
- Mimi Rogers – Wojna mediów
- Mare Winningham – George Wallace

### Nagrody okolicznościowe
- Nagroda Mary Pickford za wkład w przemysł rozrywkowy: Jodie Foster
- Najlepsza obsada filmowa: Boogie Nights
- Nowy talent: Aaron Eckhart – Między nami facetami